# 皮埃尔菲特埃斯布瓦
皮埃尔菲特-埃斯布瓦（法語：Pierrefitte-ès-Bois，法語發音：[pjɛʁfit ɛs bwa]）是法国卢瓦雷省的一个市镇，位于该省东部，属于蒙塔日区。

## 地理
皮埃尔菲特-埃斯布瓦（47°30'29"N, 2°43'1"E）面积27.18 平方千米，位于法国中央-卢瓦尔河谷大区卢瓦雷省，该省份为法国中北部省份，北起埃松省，西北接厄尔-卢瓦省，西南接卢瓦-谢尔省，南至涅夫勒省和谢尔省，东临约讷省，东北接塞纳-马恩省。
与皮埃尔菲特-埃斯布瓦接壤的市镇（或旧市镇、城区）包括：巴尔略、桑特朗日、叙里埃斯布瓦、索尔德河畔瓦伊、贝里地区塞尔努瓦、卢瓦尔河畔沙蒂永。
皮埃尔菲特-埃斯布瓦的时区为UTC+01:00、UTC+02:00（夏令时）。

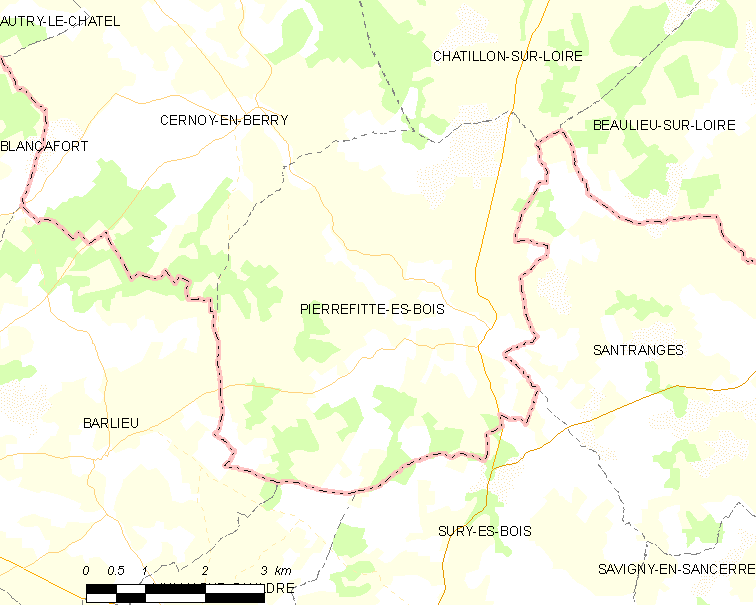
皮埃尔菲特-埃斯布瓦的OSM定位图

## 行政
皮埃尔菲特-埃斯布瓦的邮政编码为45360，INSEE市镇编码为45251。

## 政治
皮埃尔菲特-埃斯布瓦所属的省级选区为日安县。

## 人口

1962-2008年间皮埃尔菲特-埃斯布瓦人口变化图示

皮埃尔菲特-埃斯布瓦于2022年1月1日时的人口数量为286人。